# Nieuwe IJpelaar

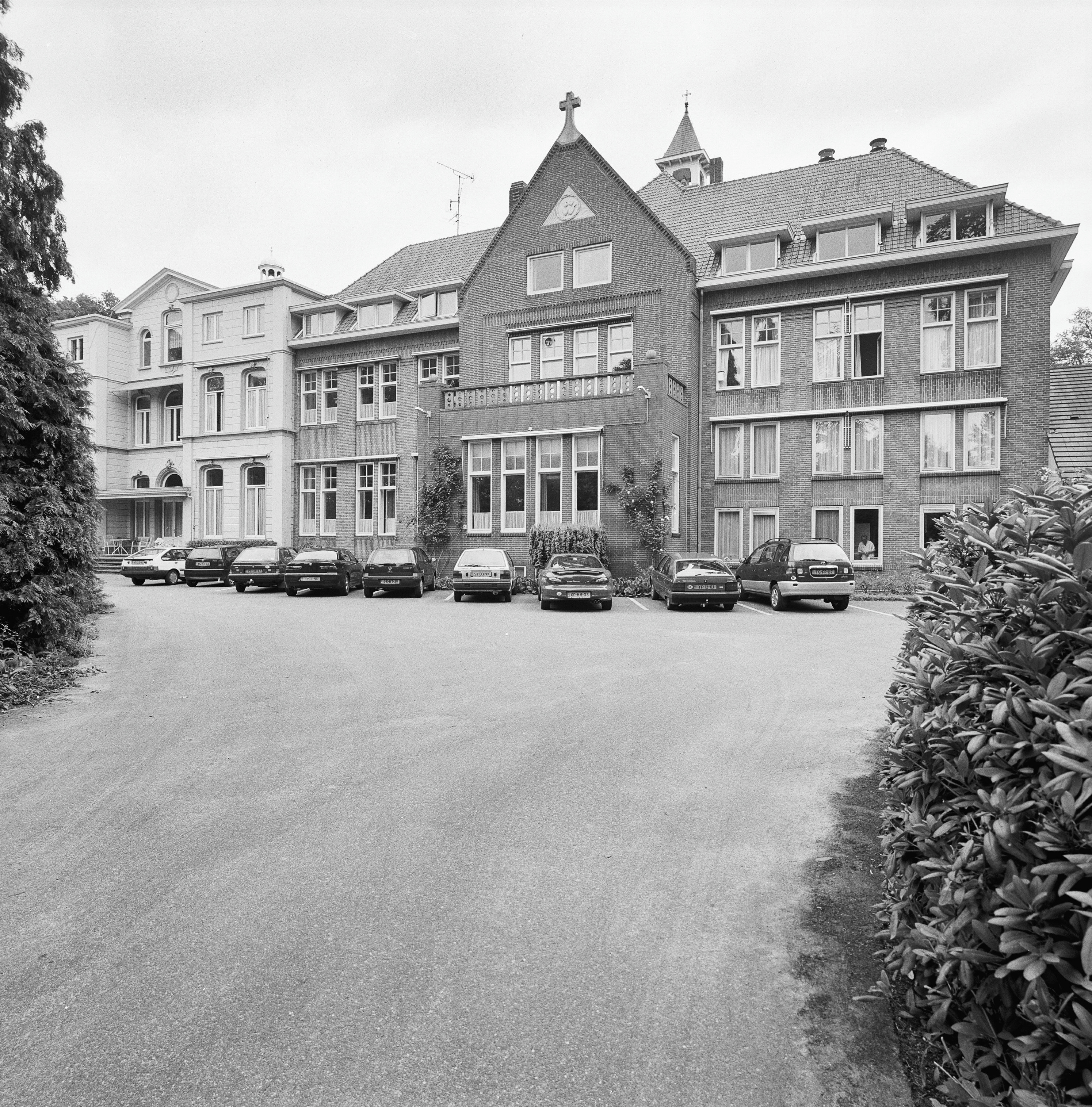
Voormalige Klooster Paters van de Heilige Harten in Bavel

Nieuwe IJpelaar of Nieuw-IJpelaar is de naam van een voormalig klooster van de paters van de Heilige Harten van Jezus en Maria ("Picpus-paters") aan de Seminarieweg 26 te Bavel bij Breda.
De paters kochten in 1915 een monumentaal landhuis van de eigenaar Emile de Bruyn. Dit was een monumentale notariswoning uit 1860. Deze had als voorganger het in 1834 gestichte huis Klein IJpelaar. Naast het huis omvatte het een koetshuis en een park van 9 ha. Het betrof een tuin in Engelse landschapsstijl met onder meer een vijver. In 1916 kochten de paters ook een aangrenzende boerderij met landerijen.
Er werd een klooster gebouwd waar in de hoogtijdagen wel zestig paters woonden. De paters werden ook uitgezonden naar de missie. Van 1950 tot 1969 was hier tevens het Bisschoppelijk Klein Seminarie IJpelaar gevestigd, tot 1965 tevens internaat.
Door gebrek aan roepingen stierf ook deze congregatie langzaam uit. In 2004 stond het landhuis leeg en werd het verzorgingshuis nog maar voor de helft benut. Sinds dat jaar vinden er ook geen begrafenissen meer plaats bij het klooster. In 2007 vertrokken de paters naar een nieuwbouwcomplex bij de Fraters van Tilburg.
Na het vertrek van de paters werd het klooster goeddeels gesloopt. Er zijn plannen voor een nieuw hotel, Nieuw IJpelaar genaamd. Het landhuis en de tuin blijven gehandhaafd en worden opgeknapt.